# Aspidistra dolichanthera
Aspidistra dolichanthera är en sparrisväxtart som beskrevs av Xiu Xiang Chen. Aspidistra dolichanthera ingår i släktet Aspidistra och familjen sparrisväxter. Inga underarter finns listade i Catalogue of Life.